# Zapalenie spojówek

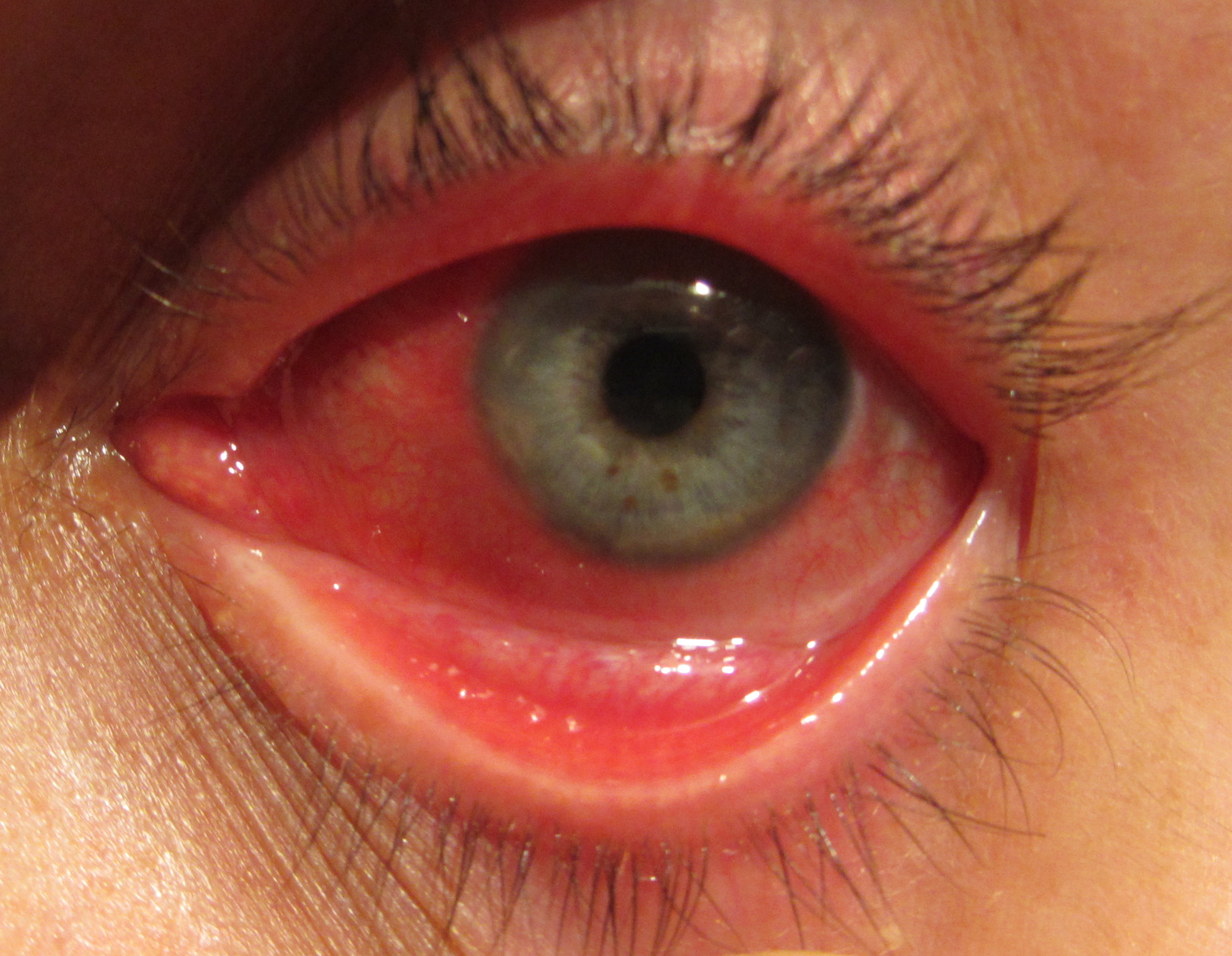
Alergiczne zapalenie spojówek

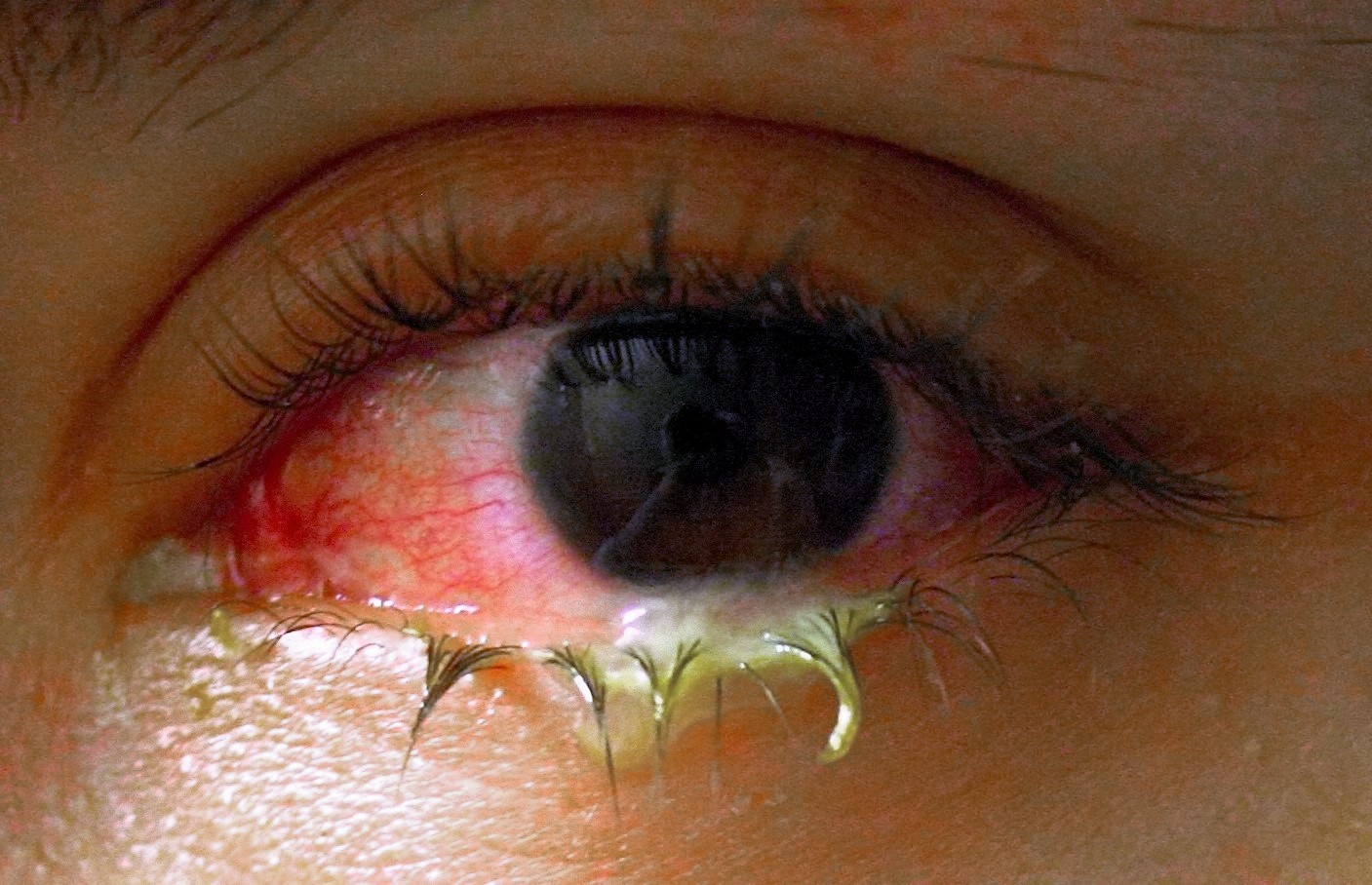
Bakteryjne zapalenie spojówek

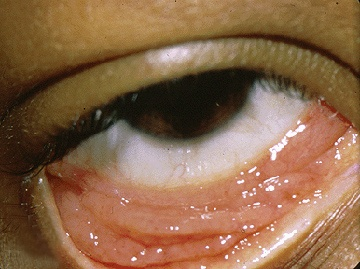
Chlamydiowe zapalenie spojówek

Zapalenie spojówek (łac. conjunctivitis) – choroba okulistyczna, jedno z najczęstszych schorzeń narządu wzroku o różnorodnej etiologii, przebiegu i sposobie postępowania. Zapalenie spojówek jest stanem zapalnym cienkiej błony śluzowej, która tworzy wewnętrzną powierzchnię powieki i pokrywa część gałki ocznej. Naczynia krwionośne podczas tego typu stanów zapalnych silnie wypełniają się krwią, powodując zaczerwienienie i obrzęk oka. Ujścia gruczołów łzowych, łojowych i potowych znajdujące się w spojówce odpowiadają za produkcję wydzieliny, która towarzyszy schorzeniu. Ze względu na zaczerwienie oka towarzyszące schorzeniu zapalenie spojówek bywa też nazywane „czerwonym okiem”.

## Objawy
Do najczęstszych objawów podmiotowych należą:
- uczucie obecności ciała obcego w oku
- pieczenie
- swędzenie
- kłucie
- światłowstręt
- łzawienie.

Do najczęstszych objawów przedmiotowych schorzenia należą:
- przekrwienie:
  - powierzchowne – podrażnienie spojówek dotyczące całej spojówki, rzadziej jej części, o czerwonym kolorze; poszerzone naczynia przesuwają się przy poruszaniu spojówką, na przykład przy pomocy szklanej szpatułki; po podaniu miejscowym kropli z adrenaliną lub fenylefryną obserwuje się zblednięcie spojówki
  - głębokie – o kolorze sinoczerwonym i układzie okołorąbkowym; naczynia nie są przesuwalne w stosunku do gałki ocznej oraz nie ulegają zwężeniu po podaniu leków o działaniu sympatykomimetycznym
  - mieszane – łączące ze sobą cechy przekrwienia powierzchownego i głębokiego
- wydzielina:
  - wodnista – charakterystyczna dla zapaleń o etiologii wirusowej oraz toksycznych
  - śluzowa – występująca przy wiosennym zapaleniu spojówek oraz przy zaburzeniach filmu łzowego
  - ropna – obserwowana w przypadkach ciężkich zapaleń bakteryjnych
  - śluzowo-ropna – pojawiająca się w większości przypadków łagodnych lub umiarkowanych zapaleń o etiologii bakteryjnej oraz w infekcjach wywołanych przez chlamydie
- typ reakcji spojówkowej:
  - grudkowa – grudki obserwowane w spojówce, zbudowane z przerośniętej tkanki limfatycznej, charakterystyczne dla zakażeń wywołanych wirusami i chlamydiami oraz nadwrażliwości na miejscowo stosowane leki
  - brodawkowa – brodawki zbudowane z przerośniętego nabłonka spojówki, powstają w spojówce powiekowej, częściej górnej (w celu ich uwidocznienia należy odwrócić powieki) oraz w okolicy okołorąbkowej spojówki gałkowej. Mają mniejszą wartość diagnostyczną niż grudki. Najczęściej pojawiają się w przebiegu przewlekłego zapalenia brzegów powiek
  - obrzęk – pojawiający się zawsze w procesach zapalnych spojówki i przy jej przekrwieniu, mogący powodować wybrzuszenie spojówki gałkowej (luźne przyleganie spojówki do gałki), tzw. chemosis; w szczególnie nasilonych przypadkach obrzęknięta spojówka może wystawać spoza zamkniętych powiek.

W badaniu przedmiotowym obserwuje się też niekiedy wybroczyny w spojówce, błony prawdziwe lub rzekome czy powiększenie węzłów chłonnych. W zapaleniu spojówek, którego przyczyną jest alergia, schorzenie może być sprzężone z alergicznym nieżytem nosa.

## Rodzaje zapalenia spojówek
Podstawowe typy zapaleń spojówek:

### Zapalenia o typie infekcyjnym
W zależności od etiologii wyróżnia się:

#### Zapalenia bakteryjne
Zapalenia bakteryjne wywoływane są najczęściej przez bakterie Streptococcus (Streptococcus pyogenes, Streptococcus viridans, Streptococcus pneumoniae), Staphylococcus (Staphylococcus aureus, Staphylococcus epidermidis), Pasteurella sp., Haemophilus influenzae, Moraxella lacunata, Neisseria gonorrhoeae. Charakterystycznym objawem zapaleń bakteryjnych jest obecność śluzowo-ropnej (ostre ropne zapalenie spojówek) lub ropnej (zapalenie spojówek rzeżączkowe bądź masywna wydzielina ropna przy błonniczym zapaleniu spojówek – dziś rzadko obserwowanym, wyeliminowanym przez szczepienia) wydzieliny w worku spojówkowym, przekrwienie spojówek oraz niewielki obrzęk. Zapaleniu spojówek rzeżączkowemu czasem towarzyszą też: chemoza, tworzenie błon oraz powiększenie węzłów chłonnych.

#### Zapalenia wirusowe
Zapalenia wirusowe wywoływane są najczęściej przez adenowirusy, (zapalenie nagminne spojówek i rogówki – głównie adenowirusy 8 i 19, ostre krwotoczne zapalenie spojówek – adenowirusy 70), rzadziej przez wirusy Herpes simplex (opryszczkowe zapalenie spojówek). Objawiają się łzawieniem, znacznym zaczerwieniem, światłowstrętem i odczuciem "ciała obcego" pod powiekami. W późniejszej fazie proces zapalny może obejmować także rogówkę, co powoduje przewlekły i trudny do leczenia charakter schorzenia. Zapalenie spojówek towarzyszy również półpaścowi ocznemu wywołanemu przez wirus ospy wietrznej i półpaśca (Virus Varicella-zoster), obserwuje się je także w trakcie wirusowych chorób zakaźnych wieku dziecięcego, jak też może wystąpić na skutek przeniesienia do worka spojówkowego wirusa krowianki po szczepieniu przeciw ospie.

#### Zapalenia grzybicze
Zapalenia grzybicze następują najczęściej w wyniku osłabienia organizmu długą chorobą, mają zwykle związek z wcześniej stosowaną antybiotykoterapią lub leczeniem sterydami. Może też powstać po urazie, połączonym z wszczepieniem grzybni pod uszkodzony nabłonek. Objawy tego zapalenia są mało charakterystyczne, zwykle występuje dyskomfort i niewielkie dolegliwości bólowe, z niewielkimi łzawieniem i ciągnącą się nitkowato wydzieliną w worku spojówkowym. Schorzenie to kiedyś rzadko spotykane, obecnie występuje coraz częściej. Dopiero przejście procesu zapalnego na rogówkę powoduje osłabienie ostrości wzroku.

#### Zapalenia chlamydiowe
Zapalenia wywoływane przez chlamydie (Chlamydia oculogenitalis) występują rzadko, a najczęstszą ich postacią jest zapalenie wtrętowe. Występuje typowo u młodych, dorosłych osób aktywnych seksualnie. Infekcja prawie zawsze ma charakter weneryczny. Objawia się intensywnym przekrwieniem spojówek, obrzękiem i występowaniem śluzowo-ropnej wydzieliny w worku spojówkowym. Zmiany oczne pojawiają się po około tygodniu od zakażenia drogą płciową, może im towarzyszyć niespecyficzne zapalenie cewki moczowej i szyjki macicy. Zapalenie wtrętowe bywa też diagnozowane u noworodków. Jest ono wówczas ropnym zapaleniem o ostrym przebiegu, pochodzącym z dróg rodnych matki. Klinicznie charakteryzuje się występowaniem obrzęku powiek i spojówek (reakcja spojówkowa ma charakter brodawkowy) oraz żółtą, bardzo obfitą, wydzieliną ropną. W populacji „trzeciego świata” odnotowuje się też zachorowania na jaglicę, gdzie infekcję przenosi najprawdopodobniej mucha domowa.

### Zapalenia o typie nieinfekcyjnym

#### Zapalenia niezakaźne proste (ZSNP)
Częste schorzenie, którego przyczyną może być:
- niewyrównana wada refrakcji
- czynniki chemiczne (dym, pary, gazy drażniące)
- czynniki fizyczne (światło, wiatr, pył)
- czynniki mechaniczne (drażnienie poprzez nieprawidłowo wrastające rzęsy lub złe ustawienie powiek)
- przewlekły brak snu
- zespół suchego oka.

ZSNP może mieć charakter ostry lub przewlekły w zależności od czasu działania czynnika przyczynowego. Wśród objawów subiektywnych występuje: pieczenie, swędzenie, lekki światłowstręt i łzawienie. Przedmiotowo stwierdza się niewielkiego stopnia przekrwienie spojówki powiekowej i gałkowej oraz brak wydzieliny.

#### Zapalenia alergiczne
Według różnych źródeł szacuje się, że problem alergicznego zapalenia spojówek może dotyczyć od 5% do nawet 20% populacji. Zapalenia alergiczne ogólnie objawiają się pieczeniem, świądem i obecnością wodnistej, surowiczej wydzieliny w worku spojówkowym. Występują one sezonowo (na przykład wiosenne zapalenie spojówek u dzieci) lub całorocznie (atopowe zapalenie spojówek towarzyszące atopowemu zapaleniu skóry). Wyróżnia się kilka typów zapalenia spojówek o podłożu alergicznym:
- zapalenie nieżytowe – sezonowe – częste, niegroźne zaburzenie, zwykle nie jest leczone przez okulistów. Najczęściej powodowane nadwrażliwością na pyłki traw[5]. Klinicznie obserwuje się przemijające napady swędzenia, łzawienia i zaczerwienienia występujące sezonowo. Spojówka wykazuje delikatny obrzęk, rozlany odczyn brodawkowy. Czasem widoczny jest obrzęk powiek.
- ostre alergiczne zapalenie spojówek – reakcja typu pokrzywki na duże ilości alergenu w worku spojówkowym. Klinicznie charakteryzuje się nagłym, nasilonym obrzękiem spojówek i powiek. Zwykle ustępuje samoistnie w ciągu kilku godzin.
- przewlekłe alergiczne zapalenie spojówek – nadwrażliwość lub reakcja toksyczna na substancje typu środki konserwujące, leki przeciwwirusowe, antybiotyki oraz długotrwałe stosowanie leków przeciwjaskrowych. Objawia się podrażnieniem oka, swędzeniem i zaczerwienieniem. Osoby uczulone na konserwanty noszące soczewki kontaktowe mogą zauważyć postępujący spadek tolerancji soczewek. Spojówka wykazuje łagodny odczyn grudkowy i brodawkowy, skóra powiek – objawy kontaktowego zapalenia, a w rogówce mogą pojawić się punktowe ubytki nabłonka.
- nieżyt wiosenny (łac. keratoconjunctivitis vernalis) – nawracające, obustronne zapalenie zewnętrznych części oka u dzieci, najczęściej zaostrzające się wiosną. Dotyczy pacjentów z chorobą atopową, astmą, gorączką sienną i wysypką w wywiadzie, oraz pacjentów „nieatopowych”. Objawia się swędzeniem oczu, któremu może towarzyszyć łzawienie, światłowstręt oraz obecność białej, lepkiej wydzieliny sklejającej powieki.
- zapalenie pryszczykowe spojówki i rogówki – występuje przeważnie u dzieci przed okresem pokwitania, źle odżywionych, obciążonych skazą wysiękową i żyjących w złych warunkach higienicznych. Objawem klinicznym jest wystąpienie jednego lub kilku małych wypukłych, okrągłych, szaro-żółtych nacieków na spojówce gałki ocznej w pobliżu rąbka rogówki. Mogą one przesuwać się w kierunku centrum, ciągnąć za sobą „miotełkę” wrastających w rogówkę naczyń krwionośnych. Naciek może ulec rozpadowi, tworząc owrzodzenie, a nawet zagrażać perforacją rogówki.
- atopowe zapalenie spojówki i rogówki – występuje stosunkowo rzadko, u młodych mężczyzn z chorobą atopową. Klinicznie stwierdza się pogrubiałe powieki, popękane, pokryte strupkami. Zmiany chorobowe mogą obejmować też: boczne fałdy szyi oraz zgięcie łokciowe i podkolanowe[6]. Spojówka wykazuje nastrzyk i odczyn brodawkowy. Główne przyczyny zaburzeń widzenia to postępujące bliznowacenie rogówki i neowaskularyzacja, której czasami może towarzyszyć powstawanie płytek osadów śluzowych. Rzadko dochodzi do powikłań typu stożek rogówki czy zaćma podtorebkowa[7].
- olbrzymiobrodawkowe zapalenie spojówek – związane z reakcją na ciała obce. Głównie dotyczy 3 grup pacjentów: noszących soczewki kontaktowe, noszących protezę oczną oraz pacjentów z wystającymi końcami nici monofilamentowych używanych do szycia rany po operacji zaćmy lub keratoplastyce. Pacjenci mają uczucie ciała obcego, łzawienie, lekki światłowstręt. Klinicznie stwierdza się podrażnienie oka, brodawkowy i wydzielinę śluzową.

Nieleczenie łagodnych objawów alergicznego zapalenia spojówek może doprowadzić do ich zaawansowanej formy i przeniesienia na rogówkę, a w dalszym efekcie nawet do trwałego uszkodzenia wzroku lub nawet jego utraty.

#### Zapalenie odczynowe
Zapalenia odczynowe związane są z działaniem takich czynników jak: pył, wysoka temperatura, światło, dym, wiatr, woda morska, woda chlorowana. Pod wpływem ich działania dochodzi do odczynów alergicznych, którym może towarzyszyć podrażnienie fizyczne. Zapalenia odczynowe mogą też powstawać z powodu niewyrównanej wady refrakcji lub złej tolerancji soczewek kontaktowych. Często pojawiają się u osób pracujących przy monitorach komputerowych lub spędzających nadmierną ilość czasu przed telewizorem. W związku z masowym rozpowszechnieniem się komputerów, częstotliwość ich występowania rośnie obecnie lawinowo. Objawy odczynowego zapalenia spojówek zależą od czynnika etiologicznego, który je wywołuje, ale zwykle występują wśród nich pieczenie, swędzenie, zaczerwienie i łzawienie oczu.

#### Zapalenie chemiczne
Choroba może być także wywołana przez dostanie się do oka kwasu lub zasady. Przy czym zasady są zwykle groźniejsze od kwasów. Łagodniejsze oparzenia powodują zapalenie spojówek, zaś cięższe mogą prowadzić do zmętnienia rogówki. Do ustalenia, że pH odbiega od normy (pH 7–7,2) można użyć papierka lakmusowego. Oko należy przepłukiwać, aż do osiągnięcia pH między 6 a 8. Można zastosować środki znieczulające miejscowo w celu uśmierzenia bólu.

#### Zapalenie spojówek towarzyszące
Zapalenia spojówek towarzyszące chorobom ogólnym. Występują w przebiegu zespołów skórno-śluzówkowych (np. rumienia wielopostaciowego, ocznej pęcherzycy rzekomej).

### Zapalenie spojówek towarzyszące innym chorobom
Zapalenie spojówek może towarzyszyć: odrze, różyczce, śwince, grypie.

## Profilaktyka
W profilaktyce zapalenia spojówek należy:
- ściśle przestrzegać zasad higieny narządu wzroku
- często myć dłonie często odgrywające rolę wektora drobnoustrojów
- unikać podrażnienia oczu (np. braku snu, dymu papierosowego, ostrego światła, źle dobranych szkieł optycznych, kąpieli w basenie lub morzu bez okularów ochronnych, nadmiernej eksploatacji narządu wzroku)
- nie drapać podrażnionego oka, co nie przyniesie ulgi, a jedynie zaostrzy podrażnienie
- neutralizować systematycznie podrażnienia za pomocą kropli do oczu
- po aplikacji kropel do oczu dokładnie umyć dłonie
- unikać alergenów w przypadku skłonności do uczuleń (np. alergizujących kosmetyków, roztoczy kurzu domowego, pyłków kwiatów, sierści zwierząt)
- unikać makijażu w czasie infekcji oka
- nie stosować pożyczonych kosmetyków do makijażu oka i nie pożyczać własnych
- nosić tylko własne soczewki kontaktowe
- w czasie zapalenia spojówek nie używać soczewek kontaktowych, a po wyleczeniu infekcji, założyć świeże, tj. nieużywane przed rozwojem zakażenia.

## Leczenie
W początkowym stadium zapalenia spojówek i podczas łagodnego przebiegu schorzenia zaleca się stosowanie kropli do oczu. Najlepiej wybierać produkty bez konserwantów, które nie działają alergizująco i są bezpieczne również dla osób używających soczewek kontaktowych. W ich składzie często występuje świetlik i nagietek lekarski.
W wypadku zapalenia spojówek o podłożu alergicznym kluczowe jest przerwanie ekspozycji na alergen wywołujący zmiany chorobowe narządu wzroku. Doraźnie można sięgnąć po chłodne kompresy na oczy i sól fizjologiczną bądź krople typu sztuczne łzy do ich przemycia. W wypadku zapaleń ostrych, przewlekłych czy sezonowych zaleca się stosowanie leków przeciwhistaminowych nowej generacji typu bilastyna (o dodatkowym działaniu przeciwzapalnym), które blokują działanie histaminy – mediatora procesów zapalnych. W efekcie lek do 24 godzin od aplikacji znacznie zmniejsza objawy oczne alergicznego zapalenia spojówek typu świąd, łzawienie czy zaczerwienie.
Leczenie ostrego stanu zapalnego spojówki zależy od występujących objawów klinicznych. Konieczna może być pomoc medyczna. Bakteryjne zapalenie spojówek wymaga zastosowania kropli z antybiotykiem lub sulfonamidami. Skracają one czas występowania i nasilenie dolegliwości. W zapaleniu spojówek na skutek nieprawidłowości filmu łzowego podaje się substytuty łez w postaci kropli do worka spojówkowego oraz eliminuje czynniki przyspieszające wysychanie oka. Leczenie alergicznego zapalenia spojówek polega na usunięciu czynnika alergizującego i przyjmowaniu doustnych leków przeciwhistaminowych i przeciwzapalnych. U pacjentów z przewlekłym zapaleniem spojówek stosuje się sterydowe krople do oczu i przynoszące doraźną ulgę „sztuczne” łzy.

## Klasyfikacja ICD10
| kod ICD10     | nazwa choroby                          |
| ------------- | -------------------------------------- |
| ICD-10: H10   | Zapalenie spojówek                     |
| ICD-10: H10.0 | Śluzowo-ropne zapalenie spojówek       |
| ICD-10: H10.1 | Ostre atopowe zapalenie spojówek       |
| ICD-10: H10.2 | Inne zapalenie spojówek                |
| ICD-10: H10.3 | Ostre zapalenie spojówek, nieokreślone |
| ICD-10: H10.4 | Przewlekłe zapalenie spojówek          |
| ICD-10: H10.5 | Zapalenie spojówek i powiek            |
| ICD-10: H10.8 | Inne zapalenia spojówek                |
| ICD-10: H10.9 | Zapalenie spojówek, nieokreślone       |